# Assens, Vaud
Assens är en ort och kommun i distriktet Gros-de-Vaud i kantonen Vaud, Schweiz. Kommunen har 1 703 invånare (2023). Den 1 juli 2021 inkorporerades kommunen Bioley-Orjulaz in i Assens.